# Ettore Rossi (orientalista)
Ettore Rossi (Secugnago, 30 ottobre 1894 – Roma, 23 agosto 1955) è stato un turcologo e orientalista italiano.
Autodidatta, fu particolarmente versato nella turcologia, ma anche nell'iranistica, nell'arabistica, nonché nell'islamistica.

## Biografia
Rossi combatté nella I guerra mondiale, guadagnandosi una medaglia d'argento al valor militare. Si laureò quindi a Pavia, diventando interprete del governo italiano in Libia nel biennio 1920-22. Dal 1922 fino all'anno della morte fu dapprima redattore della rivista orientalistica Oriente Moderno, edita dall'Istituto per l'Oriente di Roma, e poi suo Direttore fino alla morte.

Vinse il concorso a cattedra a Roma di Lingua e Letteratura Turca nel 1939 e nel 1955 fu nominato Socio corrispondente dell'Accademia Nazionale dei Lincei. Fu anche Consigliere della Società Geografica Italiana.
Tra i suoi scritti si ricordano la Storia della marina dell'Ordine di San Giovanni (Seai, Roma-Milano, 1927), la Cronaca araba tripolina di Ibn Ġalbun (Bologna, 1936), le Iscrizioni arabe e turche del Museo di Tripoli (Tripoli, 1955), il volume L'arabo parlato a Sanʿa' (Roma, Istituto per l'Oriente, 1939), il Manuale di lingua turca, in 2 volumi (Roma, Istituto per l'Oriente, 1939), i Documenti sull'origine e lo sviluppo della questione araba (Roma, Istituto per l'Oriente, 1944) - che riprese il tema dell'ottimo libro di George Antonius (The Arab Awakening. The Story of the Arab National Movement, Londra, H. Hamilton, 1938) - la Grammatica persiana (Roma, Istituto per l'Oriente, 1947), il Kitab-i Dede Qorqut. Racconti epico-cavallereschi dei Turchi Oguz tradotti e annotati (Città del Vaticano, 1952) e, postuma, a cura di Maria Nallino, la poderosa Storia di Tripoli e della Tripolitania Roma, Istituto per l'Oriente, 1968), ancor oggi insuperata per correttezza storica e filologica, dovuta al suo completo dominio della lingua araba e di quella turca, oltre alla sua sperimentata capacità di lavorare su fonti d'archivio.   
Fu anche ottimo codicologo e a lui si deve il Catalogo dei Manoscritti turchi della Biblioteca Vaticana (Città del Vaticano, 1953).
Oltre 150 articoli di storia, cultura e letteratura del mondo islamico contemporaneo furono da lui pubblicati su Oriente Moderno, la cui direzione resse da solo per tutte le sue rubriche nel periodo più cruciale della II guerra mondiale, dal 1943 al 1945 e, ricostituito l'Istituto nel dopoguerra, fino alla sua morte per malattia.
Fu Accademico dei Lincei.
Nel 2010 il comune di Secugnago ha intitolato a lui e al fratello una strada cittadina: Via Fratelli Rossi Ettore ed Ercole Sante.